# Leptopimpla baltazarae
Leptopimpla baltazarae là một loài tò vò trong họ Ichneumonidae.